# Emily Cherotich Tuei
Emily Cherotich Tuei (* 13. Mai 1986 in Kericho) ist eine kenianische Leichtathletin, die sich auf den 800-Meter-Lauf spezialisiert.

## Sportliche Laufbahn
Erste internationale Erfahrungen sammelte Emily Tuei bei den Afrikameisterschaften 2010 in Nairobi, bei denen sie im 400-Meter-Lauf mit 55,80 s in der ersten Runde ausschied. Sechs Jahre später, in denen sie kaum Wettkämpfe bestritt, gewann sie bei den Afrikameisterschaften in Durban in 2:00,70 min die Bronzemedaille im 800-Meter-Bewerb. Bei den IAAF World Relays 2017 auf den Bahamas gelangte sie mit der kenianischen 4-mal-800-Meter-Staffel in 8:31,05 min auf den fünften Platz. Zudem qualifizierte sie sich für die Weltmeisterschaften in London, bei denen sie in 2:02,70 min in der ersten Runde ausschied. 2018 nahm sie erstmals an den Commonwealth Games im australischen Gold Coast teil und wurde dort in 2:01,74 min Siebte. Im Sommer nahm sie an den Afrikameisterschaften in Asaba teil und schied dort mit 2:03,40 min in der ersten Runde aus. Bei den IAAF World Relays 2019 in Yokohama belegte sie mit der 4-mal-400-Meter-Staffel in 8:43,01 min den achten Platz im B-Finale und 2021 nahm sie an den Olympischen Spielen in Tokio teil, kam dort aber mit 2:08,08 min nicht über die erste Runde hinaus.
In den Jahren 2016 und 2018 wurde Tuei Kenianische Meisterin im 800-Meter-Lauf.

## Persönliche Bestzeiten
- 400 Meter: 54,03 s, 1. August 2015 in Nairobi
- 800 Meter: 1:58,04 min, 27. Juni 2018 in Nancy
  - 800 Meter (Halle): 2:02,39 min, 3. Februar 2018 in Reykjavík